# Thomisus rigoratus
Thomisus rigoratus là một loài nhện trong họ Thomisidae.
Loài này thuộc chi Thomisus. Thomisus rigoratus được Eugène Simon miêu tả năm 1906.